# 纪尧姆·瓦罗
纪尧姆·瓦罗（法語：Guillaume Hoarau，1984年8月15日—）是一名法国足球运动员，现在效力于瑞士超球队年青人，司职前锋。

## 俱乐部生涯

### 勒阿弗尔
瓦罗出生于法国海外省留尼汪，自幼在当地球队圣皮埃尔接受专业足球训练。1995年，勒阿弗尔的球探曾考察过他的表现，但最终觉得他过于瘦弱而转而签下他的队友。直到2004年1月，20岁的瓦罗才被勒阿弗尔的主帅让-弗朗西斯·多默格相中，和勒阿弗尔签订足球生涯的首份职业合同。5月12日，他在勒阿弗尔1比2不敌沙托鲁的比赛中替补出场，首次亮相职业联赛。瓦罗在勒阿弗尔早期大部分时间都在预备队度过，他经常被多默格招入一队，但也都很快就放回预备队。2004/05赛季，他在第二次为勒阿弗尔出场即取得职业生涯的首个进球，帮助勒阿弗尔2比1击败亚眠。但是，这个赛季在菲利普·欣施贝尔热接任球队教练后，瓦罗的出场机会被压缩。2005/06赛季，他得到球队新任主教练蒂埃里·于维纳的重用，出场时间增加，联赛出场28次射进4球。但在2006/07赛季，他在为勒阿弗尔出场5次后，就被租借到另一支法乙球队格尼翁，他为球队出场21次射进8球。
2007/2008赛季，回到勒阿弗尔的瓦罗在他效力勒阿弗尔第四年的第四名主教练让-马克·诺比洛麾下表现抢眼。他的表现也受到包括欧塞尔、马赛、巴黎圣日耳曼等法甲球队和阿森纳、布莱克本流浪者和切尔西等英超球队的注意。2008年1月，巴黎圣日耳曼宣布以50万欧元的身价和瓦罗签约四年，他将在赛季结束后加盟球队。瓦罗为球队踢满38场联赛比赛，射进28球，其中包括连续12场比赛都取得进球，是该赛季法乙联赛的最佳射手。他也因此被法国媒体誉为是法乙联赛的。他帮助球队成功升级到法甲联赛，也当选为该赛季法乙联赛最佳球员的称号。

### 巴黎圣日耳曼
瓦罗在加盟巴黎圣日耳曼后即被寄予厚望，2008年8月9日，他首次代表巴黎圣日耳曼在正式比赛亮相，但球队0比1不敌摩纳哥。在加盟球队的第二场比赛，瓦罗射进在巴黎圣日耳曼的首个进球，帮助球队主场1比0战胜波尔多。在2008/09赛季，瓦罗总共出场45次，射进20球，其中法甲联赛出场32次进17球，帮助球队获得联赛亚军并进入欧联杯八强。瓦罗也因此入选该赛季法甲联赛最佳阵容。赛季结束后，瓦罗又受到很多球队的追逐，其中里昂向巴黎圣日耳曼报价1000万欧元收购瓦罗。但瓦罗和巴黎圣日耳曼都拒绝其他球队的报价，反而双方将合同续签到2013年6月。
在巴黎圣日耳曼成功的第一个赛季后，2009/2010赛季，巴黎圣日耳曼签入土耳其前锋梅弗鲁特·厄尔丁以辅助瓦罗。但两人并没有达成太好的默契，双双遭遇伤病困扰并陷入进球荒。2011年夏季，的加盟使得瓦罗沦为球队替补。2012年夏季，瑞典前锋让瓦罗的出场时间进一步减少。

### 大连阿尔滨
2013年1月9日，大连阿尔滨宣布与瓦罗正式加盟，签约三年。

## 国际比赛生涯
2009年3月19日，瓦罗替补受伤的，首次入选法国国家足球队的集训名单。2010年8月11日，他在法国和挪威的比赛中首次代表国家队出场。